# Columbia Graphophone Company
Columbia Graphophone Company (Коламбия) — одна из старейших звукозаписывающих компаний Великобритании.

## История
Компания Columbia Graphophone Company была основана в 1922 году после того, как американская фирма Columbia Gramophone Company, известная также как American Columbia Records, продала свой британский филиал его руководству. Через 3 года бывшая дочерняя фирма выкупила контрольный пакет акций американской Columbia Records (к этому времени называвшейся Columbia Phonograph Company, Inc.), а в 1926 году приобрела компанию Carl Lindström A.-G., владевшую такими лейблами, как Odeon Records и Parlophone Records. В результате чего в 1920 годы компания Columbia International Ltd. объединила три группы дочерних фирм:
- Columbia Graphophone Co. Ltd.: The Parlophone Co. Ltd., Générale des Machines Palantes Pathé Fréres, Società Italiana Di Fonotipia, Columbia Graphophone Companie Română S.A., Österreichische Columbia Graphophone и другие;
- Columbia Phonograph Company, Inc.: Okeh Phonograph Corporation, Columbia Canada;
- Carl Lindström A.-G. — Odeon Werke GmbH, Beka-Record G.m.b.H., Grünebaum & Thomas AG, Lyrophon Werke GmbH, Da Capo Record Company mbH, Favorite Record AG, Homophon Company GmbH и другие.

В апреле 1931 года произошло слияние Columbia Graphophone с Gramophone Company, в результате чего была образована компания Electric and Musical Industries (EMI). Но, согласно американскому антимонопольному законодательству, EMI была вынуждена продать свои активы в США. После ряда перепродаж, реорганизаций и ребрендинга американская компания в 1954 году стала называться Columbia Records, Inc. А британская компания Columbia Graphophone находилась в составе EMI до её упразднения в 1973 году. Причём на американском рынке вместо Columbia Graphophone коммерческую деятельность вели другие дочерние фирмы EMI, также под другими лейблами издавались записи Columbia в Канаде, Мексике и ещё в ряде стран.
До 1951 года британская компания Columbia выпускала в Великобритании записи американской Columbia (с 1951 года дистрибьютером американской Columbia стала компания Philips Records) и до 1968 года — записи её дочерних фирм Okeh и Epic (с 1968 года эти функции перешли к CBS Records). В последние годы своего существования Columbia Gramophone Company переключилась на издание записей своих исполнителей. В их числе были Расс Конвей, Акер Билк, Джон Барри, Клифф Ричард, The Shadows, Хелен Шапиро, Френк Итфилд, Рольф Харрис, Freddie and the Dreamers, The Dave Clark Five, Ширли Бэсси, Френки Вон, Дес О’Коннор, Кен Додд, The Animals, Herman’s Hermits, Gerry and The Pacemakers, The Seekers, The Yardbirds, Джефф Бек и Pink Floyd.
В 1965 году Columbia Gramophone Company вместе с Parlophone, Odeon, Regal и другими компаниями были объединены в составе Gramophone Company, но продолжали выпускать записи под собственными лейблами. В 1973 году Gramophone Company была переименована в EMI Records Ltd и вся её продукция выпускалась с этого момента в основном только под лейблом EMI (в Германии и Австралии в 1970 годах использовался также комбинированный бренд EMI Columbia). В 1990 году концерн EMI продал свою торговую марку Columbia компании Sony Music Entertainment Inc., которая к тому времени уже владела американской Columbia.
В настоящее время логотип Columbia Gramophone Company, представляющий собой изображение нот, иногда используется для придания записям ретро-оттенка, например, в переиздании на виниловых дисках альбомов Pink Floyd The Piper at the Gates of Dawn 1967 года и A Saucerful of Secrets 1968 года.